# Отношения Германии и Экваториальной Гвинеи
Отношения Экваториальной Гвинеи и Германии касаются дипломатических отношений между Республикой Экваториальная Гвинея и Федеративной Республикой Германия.

## История
Политические отношения между Германией и Экваториальной Гвинеей не особенно прочны. Посольство Германии в Малабо открылось только в 2010 году. Две страны заседали вместе в качестве непостоянных членов Совета Безопасности ООН в 2019 году. В сентябре 2018 года во время Генеральной Ассамблеи ООН в Нью-Йорке состоялась встреча между президентом Теодоро Обиангом Нгемой Мбасого и министром иностранных дел Германии Хайко Маасом.

## Торговые отношения
Двусторонние торговые отношения развиваются на скромном уровне с положительной тенденцией. Германия в основном экспортирует напитки, производственное оборудование, машины и автомобили, а импортирует нефтепродукты и химикаты из Экваториальной Гвинеи. Очень высокие государственные расходы на инфраструктуру и строительный сектор, ставшие возможными благодаря нефтяному буму, открывают возможности для бизнеса немецких компаний, которые, однако, связаны со значительными рисками в суровых условиях. Продолжающийся в последние годы экономический спад затуманил деловой климат.

## Помощь в развитии
Помощь развитию Германии оказывалась до середины 1990-х годов. С тех пор Экваториальная Гвинея не соответствовала требованиям для участия в этих программах из-за высокого дохода на душу населения. Каждый год посольство Германии спонсирует ряд микропроектов в области сельского хозяйства, биоразнообразия, образования и здравоохранения. Культурные отношения основаны на индивидуальных инициативах или инициативах посольств. В Экваториальной Гвинее нет ни института культуры, ни курсов немецкого языка в школах и университетах. В последние годы посольство Германии в Малабо осуществляло различные культурные проекты и средства популяризации спорта в сотрудничестве с европейскими партнерами.

## Дипломатические представительства
- У Экваториальной Гвинеи есть посольство в Берлине в Германии.
- У Германии есть посольство в Экваториальной Гвинее в Малабо[2].